# Aleksiej Niestierienko
Aleksiej Jefriemowicz Niestierienko (ros. Алексе́й Ефре́мович Нестере́нко, ur. 1915, zm. ?) – radziecki dyplomata.
Członek WKP(b), 1941 ukończył Leningradzki Instytut Elektrotechniczny, od 1949 pracownik Ministerstwa Spraw Zagranicznych ZSRR, od 1960 radca, do 1961 starszy radca Stałego Przedstawicielstwa ZSRR przy ONZ. Od 28 listopada 1961 do 6 sierpnia 1965 ambasador nadzwyczajny i pełnomocny ZSRR w Pakistanie, 1966-1968 zastępca sekretarza generalnego ONZ ds. politycznych problemów i spraw Rady Bezpieczeństwa Międzynarodowego, od 1968 kierownik Wydziału Międzynarodowych Organizacji Ekonomicznych MSZ ZSRR, od 31 marca 1980 do 11 listopada 1986 ambasador nadzwyczajny i pełnomocny ZSRR w Irlandii.